# Trương Giác
Trương Giác (chữ Hán: 張角; 140 - 184) có sách ghi Trương Giốc là thủ lĩnh cuộc khởi nghĩa Khăn Vàng, hay còn gọi là quân Khăn Vàng vào cuối thời kỳ nhà Đông Hán trong lịch sử Trung Quốc. Ông thành lập và lãnh đạo đội quân khăn vàng (triều đình nhà Hán gọi là giặc Khăn Vàng) chống lại triều đình nhà Hán nhưng đã bị triều đình đàn áp.

## Tập hợp và phát triển lực lượng
Ông là người huyện Cự Lộc, tỉnh Hà Bắc, Trung Quốc, đã từng đỗ tú tài. Trương Giác cùng hai người em là Trương Bảo và Trương Lương dùng phương thức ma thuật hoặc thuật thôi miên, vẽ bùa niệm chú chữa bệnh cứu người, lấy được lòng tin của nhiều người trong thiên hạ.
Sau hơn 10 năm hoạt động, Trương Giác nhân danh dùng Đạo giáo tập hợp được rất nhiều tín đồ. Cách dùng lý thuyết của Lão Tử tập hợp quần chúng của Trương Giác bị sử sách chính thống thời phong kiến gọi là "giả thác đại đạo, mê hoặc tiểu dân". Tôn giáo mà Trương Giác tôn thờ còn được gọi bằng những tên khác như đạo Thiên sư, đạo Thái bình.
Trước tình hình nhà Hán ngày càng suy yếu, mục nát và mất lòng tin của nhân dân cực khổ, anh em Trương Giác quyết định phát động quần chúng nổi dậy nhằm lật đổ chính quyền Đông Hán.
Ảnh hưởng của anh em Trương Giác ngày càng rộng. Các đệ tử của họ có khắp nơi. Ông kết nạp được 36 vạn giáo chúng, cứ 1 vạn người thì lập thành 1 "phương", mỗi phương đặt ra 1 đại soái. Ba mươi sáu phương đó được phân bố ở 8 trong tổng số 12 châu lớn của lãnh thổ nhà Đông Hán là Thanh, U, Từ, Ký, Kinh, Dương, Duyện, Dự.

## Khởi binh chống nhà Hán
Tổ chức Đạo giáo đời Đông Hán tại Trung Quốc thoạt tiên phát khởi từ dân gian, chủ yếu là Thái Bình Đạo ở phương Đông và Ngũ Đấu Mễ Đạo ở phương Tây Nam. Theo truyện Tương Khải trong Hậu Hán Thư đã chép, Vu Cát là một phương sĩ ở Lang Nha (nay ở phía Bắc của Lâm Cân tỉnh Sơn Đông) sáng tác một quyển Thần Thư (tức Thái Bình Thanh Lĩnh Kinh, gọi tắt là Thái Bình Kinh, gồm 170 quyển) và một đệ tử của Vu Cát đã dâng sách này cho vua Hán Thuận Đế (tại vị 126-144). Được xem là kinh điển tối yếu trong giai đoạn ban đầu hình thành Đạo giáo, quyển đạo kinh này bàn về phụng thờ trời đất, thuận theo âm dương ngũ hành, tảo trừ đại loạn, giúp thiên hạ thái bình, sách còn bàn sự hưng phế của quốc gia, phương pháp dưỡng sinh, cách tu luyện thành thần tiên, bùa chú, v.v... Triều đình cho rằng đây là sách tà đạo nên tịch thu. Theo Tam Quốc Chí, Vu Cát đến đất Cối và Ngô (nay là huyện Cối Kê của Chiết Giang và huyện Ngô của Giang Tô) lập tịnh xá, đốt hương tụng đọc đạo thư, tế tạo phù lục bùa chú, lấy nước trị bệnh, thu hút đông đảo quần chúng. Tôn Sách cho là tà đạo nên giết Vu Cát. Tuy nhiên, Thái Bình Kinh lại lưu truyền trong dân gian. Bấy giờ là cuối đời Đông Hán, bọn ngoại thích và hoạn quan lũng đoạn triều chính, cường hào và địa chủ nắm giữ đất đai, lại thêm bệnh dịch lưu hành, nên nông dân điêu linh thống khổ đến nỗi đã nổi loạn. Nhân dịp này, Trương Giác đã lợi dụng Thái Bình Kinh để lập giáo, tên gọi là Thái Bình Đạo, qua đó quy tụ nông dân để khởi nghĩa gọi là «Hoàng Cân nông dân khởi nghĩa».
Năm Kiến Ninh (168-172) đời Hán Linh Đế, Trương Giác bắt đầu truyền đạo, tự xưng là Đại Hiền Lương Sư. Giáo pháp chủ yếu sử dụng tư tưởng Hoàng Lão, thuyết âm dương ngũ hành, các loại bùa chú phù lục, và kính thờ thần Trung Hoàng Thái Nhất. Trương Giác lấy nước bùa (phù thủy) trị bệnh, bệnh nhân phải cúi đầu sám hối thì bệnh mau khỏi. Nhiều người lành bệnh, còn ai không khỏi bệnh thì Trương Giác giải thích là vì thiếu đức tin. Số người tin và theo đạo dần dần gia tăng, nên Trương Giác thu nhận đệ tử, rồi cắt cử 8 đại đệ tử đến các địa phương khác để truyền đạo. Sau 10 năm, tín đồ của Trương Giác tăng lên đến 10 vạn, trải khắp 8 châu như: Thanh, Từ, U, Ký, Kinh, Dương, Duyện, Dự.
Khoảng năm Quang Hòa (179-181), Trương Giác tổ chức tín đồ theo biên chế quân đội: Tín đồ phân làm 36 đơn vị gọi là phương (dùng thông với chữ phường); đại phương thì có trên một vạn người, tiểu phương thì có 6 hay 7 ngàn người. Người thống lĩnh mỗi phương gọi là cừ soái. Ba anh em Trương Giác noi theo quan niệm tam tài (thiên-địa-nhân) mà xưng hiệu: Trương Giác là Thiên Công tướng quân, Trương Bảo là Địa Công tướng quân, và Trương Lương là Nhân Công tướng quân. Đồng thời, Trương Giác lợi dụng sấm ngữ để tuyên truyền khắp nơi: "Trời Xanh [tức nhà Hán] đã chết, Trời Vàng phải lập, vào năm Giáp Tý, thiên hạ tốt lành." (tiếng Trung: 蒼天已死，黃天當立，歲在甲子，天下大吉; Hán-Việt: Thương Thiên dĩ tử, Hoàng Thiên đương lập, tuế tại Giáp Tý, thiên hạ đại cát). Sau đó ông sai đệ tử dùng đất sét trắng viết chữ Giáp Tý trên các cổng thành, trên tường vách khắp các phủ, huyện, quận, châu. Trương Giác chọn ngày 5 tháng 3 năm Giáp Tý (năm 184) để khởi nghĩa. Sự ấn định này căn cứ vào Thái Bình Kinh, quyển 39: «Năm Giáp Tý, ngày Đông Chí, trời đất bắt đầu trỗi dậy. Vạn vật sinh ra, đều lấy Giáp làm đầu, Tý làm gốc. Vậy, lấy Giáp Tý làm thứ tự phát xuất.» (Giáp Tý tuế dã, Đông Chí chi nhật dã, thiên địa chính thủy khởi vu thị dã. Phàm vật sinh giả, giai dĩ Giáp vi thủ, Tý vi bản. Cố dĩ thượng Giáp Tý tự xuất chi dã. Kinh lại nói: «Tam ngũ khí hòa, nhật nguyệt thường chiếu sáng, chính là thái bình.» (Tam ngũ khí hòa, nhật nguyệt thường quang minh, nãi vi thái bình
Để chuẩn bị khởi sự chống nhà Đông Hán, Trương Giác sai người liên kết với hai viên Trung thường thị trong cung Hán Linh Đế là Phong Tư và Từ Phụng. Hai người này xin làm nội ứng cho Trương Giác.
Trương Giác dự định khởi binh đồng loạt trên cả tám châu vào ngày 5 tháng 3 âm lịch năm 184. Để tăng cường tuyên truyền làm giảm uy tín của nhà Hán, tăng uy thế cho mình, Trương Giác sai người phao tin trong dân gian: "Trời xanh sắp chết, Trời vàng lập lên , đến năm Giáp Tí, thiên hạ thái bình.
Nhưng khi Trương Giác chưa kịp khởi sự thì một đệ tử là Đường Chu phản lại ông, bí mật tố giác với triều đình nhà Hán. Nhờ sự tố cáo của Đường Chu, Đại tướng quân Hà Tiến sai quân bắt người phụ trách các đệ tử của Trương Giác tại Lạc Dương là Mã Nguyên Nghĩa mang xé xác. Hoạn quan Phong Tư và Từ Phụng cũng lập tức bị bắt bỏ ngục. Đồng thời, hơn 1000 đệ tử của Trương Giác ở kinh thành bị bắt giam và giết chết.
Biết việc bị lộ, Trương Giác phải khởi sự gấp gáp ngay trong tháng 2 âm lịch năm đó.
Ngày nổi dậy, Trương Giác tự xưng là Thiên công tướng quân, Trương Bảo tự xưng là Địa công tướng quân, Trương Lương tự xưng là Nhân công tướng quân. Trong quân Trương Giác may cờ màu vàng làm hiệu. Tất cả các giáo chúng đều chít khăn vàng trên đầu, vì vậy lực lượng này được gọi là quân Khăn Vàng. Việc xưng làm Cha của Trời, của Đất và của Người của anh em họ Trương bị các sử gia xem là vừa hài hước và thể hiện sự nông cạn, ấu trĩ trong tư duy của họ
Quân Khăn Vàng đồng loạt nổi lên tấn công vào các thôn trang, gặp nha môn là đốt phá. Các đầu mục dưới quyền Trương Giác tại các địa phương là: Trương Man Thành, Trương Ngưu Giác, Lý Đại Mục, Trương Trượng Bát, Đào Bình Hán, Lôi Công, Bạch Tước, Ba Tài. Các quan lại địa phương của nhà Hán hầu như không dám chống cự. Chỉ trong không đầy 10 ngày, người trong thiên hạ hưởng ứng rất nhiều, kinh đô Lạc Dương chấn động.
Hán Linh Đế phái 3 tướng là Lư Thực, Hoàng Phủ Tung và Chu Tuấn đi đánh dẹp Trương Giác.
Ba Tài đụng độ với Hoàng Phủ Tung và Chu Tuấn ở Dĩnh Xuyên, tuy thắng trận đầu nhưng sau đó bị quân Hán dùng hỏa công đánh úp cho đại bại, phải bỏ chạy. Quân Khăn Vàng sau đó liên tiếp bị đánh bại ở Hà Nam.
Ở phía bắc vùng Ký châu, Trương Giác chiếm giữ Quảng Tông, khống chế trung tâm Hà Bắc. Tướng Lư Thực mang quân tới giao chiến. Dù quân ít hơn nhưng Lư Thực vẫn bao vây được Trương Giác. Hai bên giằng co nhiều ngày chưa phân thắng bại.
Hán Linh Đế nghe theo lời gièm của hoạn quan Tả Phong, cách chức, bắt giam Lư Thực, cử Đổng Trác ra thay. Trương Giác ra quân đánh bại Đổng Trác.
Hán Linh Đế bèn lệnh phái Hoàng Phủ Tung lên mặt trận phía bắc. Giữa lúc chiến sự chưa phân thắng bại thì Trương Giác lâm bệnh qua đời. Không rõ năm đó ông bao nhiêu tuổi.
Em ông là Trương Lương lên thống lĩnh quân sĩ, không lâu sau bị Hoàng Phủ Tung đánh bại hoàn toàn. Hoàng Phủ Tung tìm đến mộ ông, sai quân băm xác, chặt đầu mang về Lạc Dương dâng Hán Linh Đế.

## Trong Tam quốc diễn nghĩa
Chân dung Trương Giác được La Quán Trung mô tả trong Tam Quốc diễn nghĩa là một học trò thi tú tài trượt, vào rừng tìm thuốc, được Nam Hoa lão tiên tặng cuốn sách "Thái bình yêu thuật". Việc chữa bệnh gây uy tín trong nhân dân của Trương Giác bắt đầu từ đó.
Từ khi Trương Giác khởi binh, hình ảnh của ông ít được đề cập như 2 người em Trương Bảo và Trương Lương. Toàn bộ cuộc đời Trương Giác được nói tới trong hồi 1 và hồi 2 của tác phẩm.